# OCT Parks China

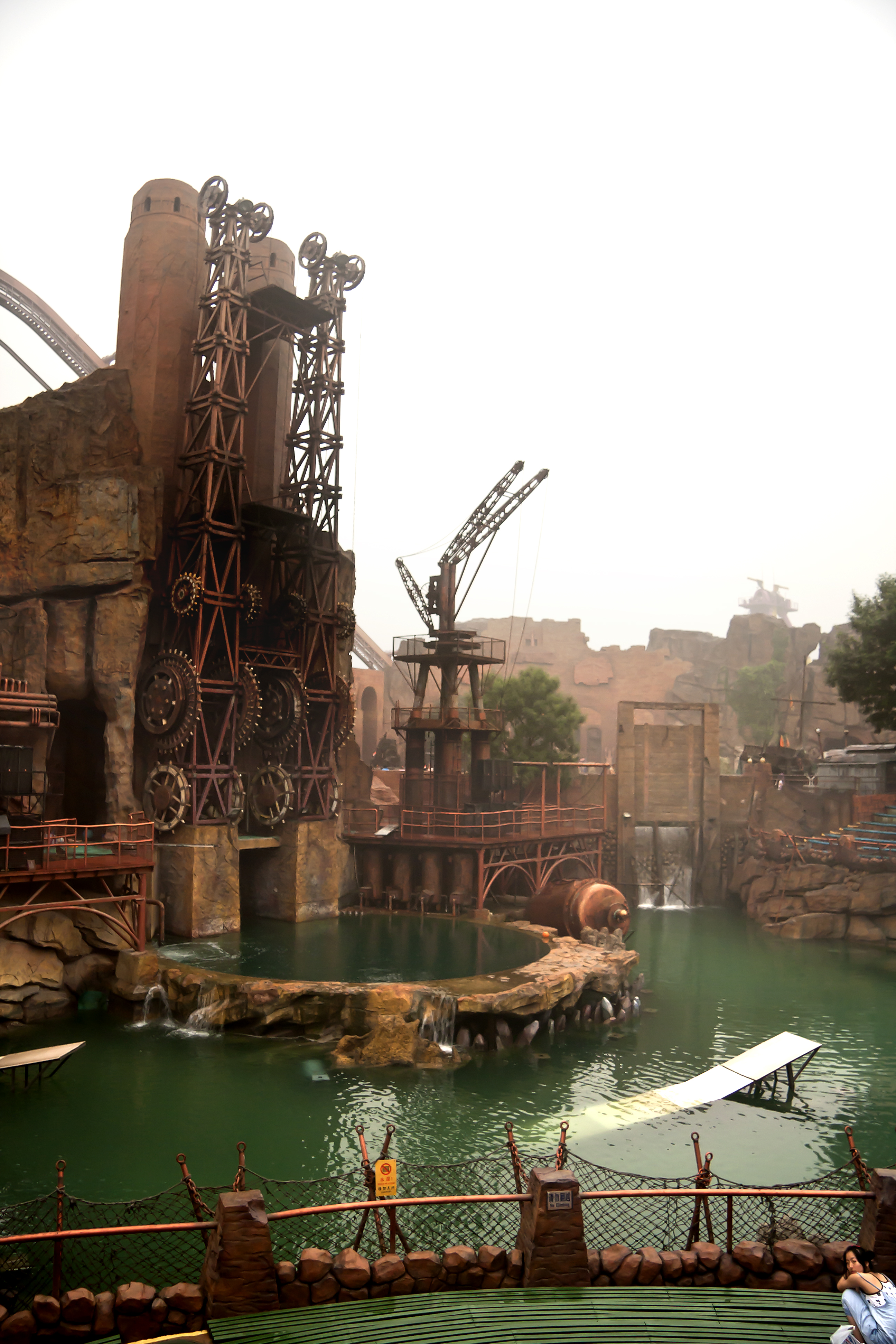
Une des attractions de Happey Valley de Pékin

OCT Parks China (initiales de Overseas Chinese Town) est un groupe chinois de loisirs et de vacances fondé en 1985.

## Présentation
Il possède tous les parcs d'attractions Happy Valley ainsi que de nombreux centres de loisirs chinois. 
OCT est un conglomérat entre le privé et le public qui réalise de grands projets immobiliers dont la première étape est les Happy Valley. Leur concept est d'acheter de très grands terrains en périphérie des grandes mégapoles du pays, si possible bien desservis par les transports. Ils utilisent ensuite une parcelle du terrain pour y construire un parc d'attractions. Si celui-ci rencontre le succès, des chantiers de zones résidentielles sont alors entamés. Il existe plusieurs parcs situés à Shenzhen, Pékin, Chengdu, Shanghai, Wuhan et Tianjin.

L'édition 2006 du compte rendu de la Themed Entertainment Association réalisé par Aecom rapporte que 

« La sensibilité créative et le redéveloppement ont permis à Happy Valley Shenzhen, le parc d'attractions le plus fréquenté de Chine (2,9 millions de visiteurs en 2006), de rester compétitif face à l'entrée de Disney sur le marché. Happy Valley a récemment ajouté une nouvelle section à son parc aquatique. Autant les Japonais apprécient les manèges palpitants à l'occidentale et les boutiques de souvenirs bien achalandées, autant les Chinois privilégient les mini-mondes, les espaces verts et les spectacles culturels. Les parcs Happy Valley excellent dans ces domaines tout en élargissant leur gamme. « Ils ont la formule », dit Aaen [Christian Aaen, associé principal au bureau de Economics Research Associates à Los Angeles]. Braun confirme [Ray Braun, senior vice-président d’ERA] : "Happy Valley est le groupe le plus performant de la chaîne Overseas Chinese Town (OCT)". Les propriétés de l'opérateur exploitant comprennent également Wonders of the World et Splendid China Folk Village dans le sud de la Chine, ainsi qu'un autre Happy Valley ouvert à Pékin en 2006. Ensemble, les parcs des OCT comptabilisent environ 7 millions de visites annuelles. Il prévoit d'étendre ses activités à Shanghai et à d'autres endroits. »

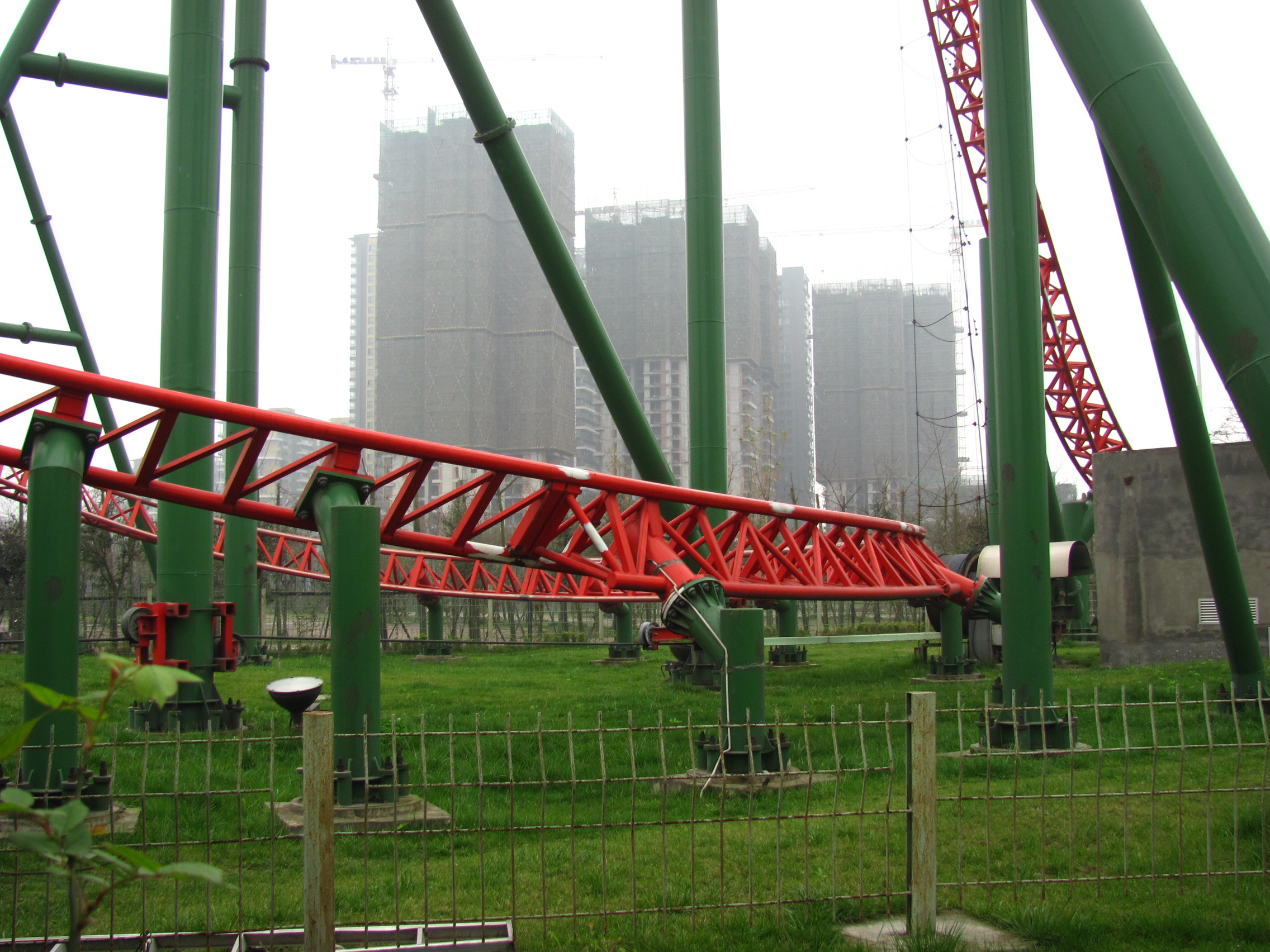
Constructions résidentielles derrière le parc de Chengdu.

En 2008, OCT devient un des grands groupes de gestion de parcs de loisirs. Ray Braun, du bureau Economics Research Associates, déclare : « En Asie, les parcs OCT en Chine rejoignent le Top 10 en atteignant la 8e position avec 13,4 millions » de visites.
En 2009, le conglomérat se classe huitième groupe sur les dix plus importants au monde dans le domaine des parcs de loisirs. Il accueillit 15 800 000 visiteurs avec une augmentation de 17,9 % par rapport à 2008. Cette augmentation est la plus importante dans les dix plus importants groupes au monde.
La Holding OCT qui développe les Happy Valley, parcs thématiques régionaux en Chine, est l'un des acteurs les plus actifs et expérimentés en Chine, avec des parcs à Beijing, Shanghai et Chengdu depuis 2009. OCT étudie alors son expansion dans les villes chinoises de deuxième rang, comme Wuhan. OCT ouvre également de nouveaux produits touristiques comme le resort OCT East à Shenzhen.

En 2011, OCT est le plus grand groupe de ce type sur le marché asiatique. Ils étendent leur réseau de parcs dans différentes villes à la suite d'invitations de villes désirant un parc de leur chaîne. Les incitations citadines tendent à développer non seulement des parcs, mais également des activités commerciales et résidentielles. OCT compte en 2011 neuf parcs en Chine, totalisant environ 21,7 millions de visites annuelles. Le dixième parc ouvre ses portes cette année.
En 2012, l'expansion des chaînes de parcs de loisirs est une tendance importante en Chine, avec le groupe OCT en tête. OCT ouvre un nouveau parc Happy Valley et un parc aquatique à Wuhan et un parc à thème ainsi qu'un parc aquatique est prévu à Tianjin en cette année. Le groupe a notamment ajouté une attraction éducative pour enfants, semblable à un KidZania (en), à OCT Bay, sa nouvelle zone commerciale et de divertissements à Shenzhen.
Lors de l'inauguration à Tianjin du sixième parc de la franchise Happy Valley, le groupe annonce sa volonté d'atteindre la quatrième place des groupes les plus importants dans le domaine parcs de loisirs en 2015. Le groupe est alors à la huitième place.

## Parcs détenus
- Overseas Chinese Town – resort dont quatre hôtels, deux terrains de golf et :
  - Splendid China Folk Village, Nanshan, Shenzhen, 1991
  - Window of the World Shenzhen, Nanshan, Shenzhen 1994
  - Happy Valley Shenzhen, Nanshan, Shenzhen, 1998
- Window of the World Changsha, Kaifu, Changsha, 1997
- Happy Valley (Pékin), Chaoyang, Pékin, 2006
- Happy Valley (Chengdu), Jinniu, Chengdu, 2009
- Happy Valley (Shanghai), Songjiang, Shanghai, 2009 (inclus Parc aquatique maya beach de Shanghai 2013)
- Overseas Chinese Town East – resort de 2007 dont quatre hôtels, un terrain de golf et :
  - Knight Valley Eco Park, Yantian, Shenzhen, 2010
  - Tea Stream Valley Holiday Park, Yantian, Shenzhen
- OCT Harbour (en) – resort dont plusieurs hôtels, des centres commerciaux, Nanshan, Shenzhen, 2011
- Happy Valley (Wuhan), Hongshan, Wuhan, 2012
- Happy Valley (Tianjin), Dongli, Tianjin, 2013
- Happy Valley Chongqing, Yubei, Chongqing, 2017
- Visionland Liuzhou, Yufeng, Liuzhou, 2017
- Parc aquatique Maya Beach de Chongqing
- Parc aquatique Maya Beach de Shanghai
- Parc aquatique Maya Beach de Tianjin
- Parc aquatique Maya Beach de Wuhan